# CBM-3000-Serie

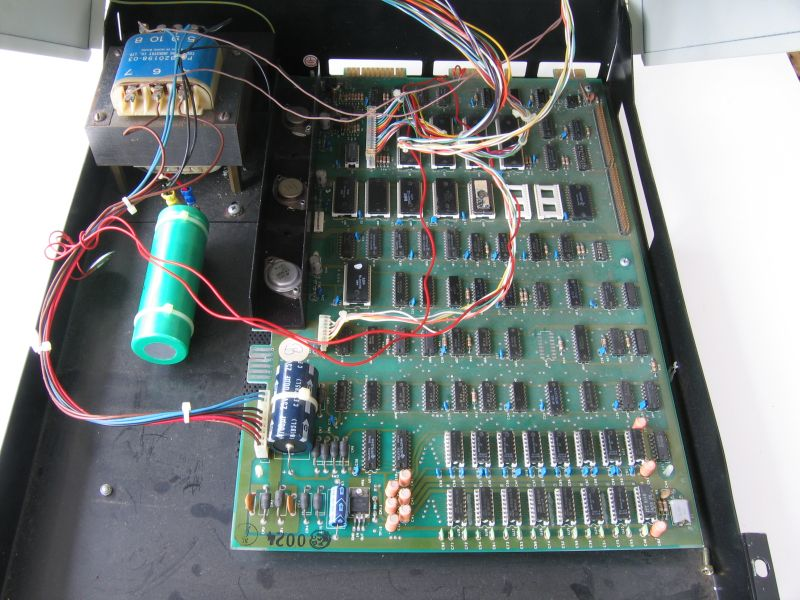
Platine des CBM 3008

Die 3000er-Serie von Commodore war der Nachfolger des PET 2001. Sie wurde Anfang 1978 in den USA und im Frühjahr desselben Jahres in Europa auf der Hannover-Messe vorgestellt. Es waren die ersten Commodore-Computer, die in Deutschland offiziell vertrieben wurden. Die Modell-Linie hatte eine kurze Lebensdauer und wurde bereits 1980 von der 4000er Serie abgelöst.
Diese Computer-Serie besaß neben einer richtigen, schreibmaschinenähnlichen Tastatur eine Reihe von Detailverbesserungen, die das eingebaute Basic und das Betriebssystem betrafen. Aufgrund der nun gewachsenen Tastatur wurde die eingebaute Datasette (Programm- und Datenspeicher) als Zusatzgerät ausgelagert.
Die Hauptplatine war beim Modell CBM 3008 noch praktisch identisch mit der des Vorläufers PET 2001 mit seinen statischen RAM-Chips. Bei den Modellen 3016 und 3032 wurde das RAM und damit die komplette Hauptplatine aber auf dynamische Chips umgestellt, daher im angelsächsischen Bereich auch der Spitzname Dynamic PET. Wie beim Vorgänger arbeitete ein MOS Technology 6502 mit 1 MHz Taktfrequenz als CPU.
Der Name PET (Personal Electronic Transactor) musste in Europa aus markenrechtlichen Gründen in CBM (Commodore Business Machines) geändert werden.
Mit diesen Geräten gelang Commodore ein erster Erfolg im Bürobereich sowie in Universitäten und Schulen. Aber erst die Nachfolgemodelle 4000er und 8000er führten zum eigentlichen Durchbruch.
Es gab folgende Modelle:
- CBM 3001 (europäisches Modell des PET 2001 – in Deutschland nicht vermarktet)
- CBM 3008 (leicht überarbeitete Version des 3001 mit 8 KB statischem Speicher – Produktion bereits 1978 eingestellt)
- CBM 3016 (stark überarbeitete Version des 3008 mit 16 KB dynamischem Speicher)
- CBM 3032 (stark überarbeitete Version des 3008 mit 32 KB dynamischem Speicher)

Zu diesen Rechnern gehörte noch eine passende Palette an Peripheriegeräten, insbesondere Diskettenlaufwerke und Drucker, siehe die Commodore-Produktübersicht und dort die 3000er-Modelle.